# T'ai Fu: Wrath of the Tiger
T'ai Fu: Wrath of the Tiger è un videogioco picchiaduro a scorrimento uscito nel 1999 per PlayStation. Il gioco è ambientato in un mondo orientale, in cui i personaggi sono animali antropomorfi quali ad esempio leopardi, gru, scimmie, cinghiali e serpenti, praticanti le arti marziali. Il protagonista è una tigre, ultimo superstite del Clan della tigre, che dovrà affrontare il maestro dragone imparando le tecniche di combattimento degli altri clan sul suo cammino.
In questo gioco le tecniche di combattimento apprese riprendono il nome di vere tecniche di Kung Fu che prendono spunto dai movimenti degli animali.

## Trama
Il protagonista imparerà gli stili della mantide, del leopardo, della gru, della scimmia e della tigre; quest'ultimo gli verrà insegnato dal fantasma di suo padre, la tigre bianca, poco prima dello scontro finale contro l'ultimo superstite del Clan del Dragone.

## Modalità di gioco
T'ai Fu è il protagonista e l'unico personaggio giocabile nell’arco di tutto il gioco, il cui obiettivo è sconfiggere i vari nemici che si troveranno lungo il cammino, fino al raggiungimento e scontro con il Maestro Drago; quest'ultimo è l'autore dell'estinzione Clan della Tigre, tra cui il padre di T'ai Fu, e tenta di impossessarsi dei poteri magici racchiusi nel Palazzo Proibito per controllare gli altri Clan rimasti. Durante il suo cammino, T'ai Fu, oltre ad imparare nuove mosse di Kung Fu, scopre a poco a poco altre informazioni sul suo passato.
Ogni livello è suddiviso in sezioni, dove sono presenti dei checkpoint.  Per terminare ogni livello il protagonista deve cercare una moneta speciale, spesso custodita da diversi nemici; in certe sezioni, il suo ottenimento sarà legato alla sconfitta di uno specifico boss, il quale insegnerà a T’ai un nuovo stile di combattimento.
I vari stili di combattimento possono essere incatenati l'uno con l'altro, creando così combo lunghe e complesse. Il giocatore può essere ricompensato con punti salute e punti "chi" dopo aver completato una serie di combo.

### Salute e Chi
Sullo schermo sono presenti due barre, quella sulla destra indica la salute, l’altra indica l'energia Chi.
La barra della salute si scaricherà quando T'ai subirà gravi danni da parte di nemici o da eventi ambientali; esaurita tale barra, T'ai perderà una vita e dovrà ricominciare dall'ultimo checkpoint. Per evitare il game over ci sono diversi modi per ottenere vite aggiuntive:
sconfiggendo 100 nemici, raccogliendo 50 pezzi di giada o prendendo un'icona T'ai Fu. L'energia Chi si esaurisce utilizzando mosse speciali, come il "Colpo Chi" o "Esplosione Chi", e si ripristina quando vengono completate determinate combo o vengono trovati i Power-up Chi.

### Power-up
I Power-up sono oggetti disseminati nei vari livelli che concedono al giocatore determinati benefici a seconda della loro natura. Sono rappresentati in diverse forme e dimensioni:
- Salute: raccogliendo questa lanterna cinese verrà ripristinata completamente la barra salute.
- Chi Orb: una speciale sfera che ripristinerà la barra Chi.
- Invincibilità: molto più rara delle altre, questa icona rappresentante T'ai Fu su sfondo scuro renderà il protagonista invincibile per un breve periodo tempo, mentre la barra del Chi si ridurrà progressivamente.
- Furtività: icona rappresentante T'ai Fu su sfondo chiaro, permette di sfruttare il potere dell'invisibilità per breve tempo.

### Pergamene Elementali Chi
Le pergamene Chi sono un tipo speciale di Power-up: una volta raccolte, ripristineranno la barra Chi e aggiungeranno un effetto elementale al Colpo Chi o all'Esplosione Chi.
Terra
- Esplosione Chi: i nemici più vicini verranno pietrificati e immediatamente distrutti
- Colpo Chi: un singolo nemico verrà pietrificato per breve tempo.

Elettricità
- Esplosione Chi: una catena di fulmini rimbalzerà da un nemico all’altro.
- Colpo Chi: una potente scarica elettrica sarà indirizzata verso un singolo bersaglio.

Vento
- Esplosione Chi: vari tornado vengono evocati per allontanare gli avversari.
- Colpo Chi: un singolo tornado può essere guidato verso un bersaglio preciso.

Fuoco
- Esplosione Chi: i nemici nelle vicinanze inizieranno a bruciare e le loro energie si prosciugheranno.
- Colpo Chi: una palla di fuoco colpirà un singolo bersaglio.

Acqua
- Esplosione Chi: un’esplosione d’acqua annegherà i nemici vicini.
- Colpo Chi: un singolo getto d’acqua colpirà un nemico.

## Personaggi e Clan
Durante il suo cammino T'ai Fu incontrerà diversi Clan di animali antropomorfi, ognuno rappresentante il rispettivo stile di Kung Fu.
- Clan del Panda: questi panda studiosi e amanti della pace, simili a monaci Shaolin, conducono uno stile di vita semplice, volto alla meditazione e alla cura dello spirito. Dopo la distruzione del clan della Tigre, questi panda allevarono T'ai Fu, finché quest'ultimo non decise di partire per vendicare l'uccisione della sua specie avvenuta per mano del Maestro Drago. Lo Ping, maestro di T'ai Fu, è un panda dotato di grande saggezza, e lo incoraggia a proseguire il suo cammino.

- Clan della Mantide: questo Clan, proprio come quello della Tigre, venne distrutto dal Maestro Drago, e i pochi superstiti sono guerrieri specializzati in attacchi a distanza. Sifu è il maestro del clan ed è il primo a rivelare a T'ai eventi del suo passato, vedendo in lui l'arma che sconfiggerà il Maestro drago una volta per tutte; non solo è il primo maestro che gli insegnerà un nuovo stile, ma ne sarà il mentore per tutta la durata del gioco e, a differenza degli altri maestri, comparirà in molteplici circostanze.

- Clan del Leopardo: un clan composto da forti e agili guerrieri che hanno fatto della giungla il loro habitat. Come altri clan, tentarono di combattere il Maestro Drago, subendo gravi perdite. Sono specializzati in imboscate sfruttando al massimo la loro agilità. Maestro Leopardo è il capo del Clan, più saggio e più riflessivo rispetto ai suoi sottoposti, ed è anche amico di vecchia data del padre di T'ai. Sua figlia, la Principessa Lotus, è una grande combattente ed è esperta nello stile leopardo.

- Clan della Scimmia: l'unico clan che venne risparmiato dal Maestro Drago, perché non è ritenuto una minaccia. Nonostante queste scimmie siano al apparenza inoffensive, sono delle ottime combattenti, capaci di disorientare il nemico con le loro agili mosse. Maestro Scimmia è capo del clan; dietro al suo atteggiamento disinvolto si nasconde la sua grande abilità di combattente.

- Clan della Gru: sono guerrieri caratterizzati dalla bellezza e dalla grazia, e combattono con leggiadria e agilità. Il capo del loro clan è Lei Fu, la quale è stata rapita dal Maestro Drago e consegnata come dono al Pirata Ratto, che la tiene prigioniera.

- Clan del Serpente: questo clan è apertamente schierato con il Maestro Drago, il quale lo ha sedotto con la promessa di trasformarli in draghi una volta impadronitosi della magia racchiusa nel Palazzo proibito. Questo clan non ha un maestro di riferimento, e tra tutti i suoi membri il Pitone Annientatore è l'unico boss che si incontrerà; questo possente nemico combatte con una lancia ed è pertanto difficile da attaccare frontalmente.

- Clan del Ratto: si schierarono con il Maestro Drago in cambio di ricchezze e tesori. Il Pirata Ratto, capo del clan, tiene prigioniera Lei Fu sulla sua nave; è uno dei Boss più difficili da sconfiggere, e attacca principalmente con una grossa ascia e barili esplosivi.

- Clan del Cinghiale: un altro clan schierato col nemico, composto da guerrieri poco intelligenti ma che possono contare sulla forza bruta e una dura corazza. Il Re Cinghiale, capo del clan, combatte con due grandi scimitarre ed è in grado di lanciare bombe molto pericolose.

- Clan del Drago: sono i principali antagonisti del gioco; a causa della loro avidità combatterono fra loro per secoli, fino a che prevalse il più avido e astuto di tutti, il Maestro Drago, che assorbì il potere dei suoi simili per diventare il più forte combattente al mondo. Divenuto l'ultimo superstite della sua specie, cerca disperatamente di scoprire i segreti del Palazzo Proibito, dove risiede una potente magia, che egli intende sfruttare per conquistare gli altri clan. È un nemico inarrestabile, grande esperto di Kung fu e abile nelle magie.

- Clan della Tigre: è il Clan di T'ai Fu (il cui nome in cantonese significa "Grande tigre"), i cui appartenenti erano ritenuti i guardiani della giustizia sulla Terra e possedevano il rispetto di tutti gli altri clan e una notevole influenza. T'ai Fu è l'unico sopravvissuto del Clan in quanto venne salvato ed adottato dal Clan dei Panda, mentre suo padre, il gran maestro Lau Fu, venne ucciso in battaglia dal Maestro Drago insieme al suo popolo. Quando T'ai raggiungerà il santuario sepolcrale del padre e supererà l’addestramento, gli verrà rivelato il suo passato.

### Personaggi Minori e Nemici Comuni
- Statue Guerrieri Mantidi: questi guardiani di pietra sono alimentati dagli spiriti di Mantidi cadute. Possono sparare raffiche di energia Chi da lontano e creare un'esplosione Chi.

- Guardie Leopardo: primi nemici che si incontrano nelle terre dei Leopardi, il loro stile di combattimento ricorda il Thai Box.

- Capitani Leopardo: Sono più grandi e più tenaci delle Guardie Leopardo, e si lanciano in battaglia con schianti a terra e onde d'urto per abbattere gli avversari.

- Guardie Scimmia: piccoli scimpanzé estremamente fastidiosi. Rotolano, rimbalzano e lanciano oggetti.

- Capitani Scimmia: della varietà dei Gorilla, molto resistenti ai colpi, sono tuttavia molto suscettibili al fuoco.

- Esploratori Gru: questi nemici assomigliano più a degli avvoltoi che a delle gru, e colpiscono il nemico dall'alto.

- Capitani Gru: specializzati nell’attacco a distanza, lanciano piume affilate come rasoi.

- Aggressori Pitoni: tendenzialmente di colore rosso, questi nemici sono di diverse dimensioni, che stanno ad indicare un grado diverso di resistenza. Questi nemici possono essere evitati usando la modalità furtiva, poiché si possono spesso incontrare mentre sonnecchiano.

- Energumeno Pitone: rispetto agli Aggressori Pitoni sono più grandi e hanno le braccia. Questi nemici possono essere di diversi colori,  il identifica una resistenza a un particolare elemento.

- Guardie Cobra: sono le guardie personali del Maestro Drago, e sono abili nell'uso di bastoni e lame.

- Arcieri Cobra: questi nemici tendono ad evitare lo scontro corpo a corpo, ed essendo armati di arco e frecce preferiscono colpire T'ai Fu a distanza, nascondendosi da eventuali attacchi dietro a vasi o muri.

- Capitani Cobra: molto più rari e pericolosi rispetto agli altri tipi di Cobra. Maestro Drago tentò di trasformare queste creature in draghi, fallendo miseramente e ottenendo come risultato un abominio. Hanno una barra di vita più estesa e sono capaci di teletrasportarsi.

- Vipere Stordenti: queste serpi sono nemici molto abili sia in acqua che in terra, e colpiscono il nemico con veloci frustate di coda.

- Cinghiali Scagnozzi: abili nel combattimento frontale, come arma prediligono una grande ascia e riescono a non subire gravi danni grazie alla loro armatura robusta.

- Cinghiali Bestiali: sfruttano la loro mole per caricare i nemici e attaccarli una volta buttati a terra.

- Vipere Furtive: sono in grado di sputare veleno da lontano e di attaccare rapidamente alle spalle il nemico con i pugni.

## Livelli
In totale sono presenti 20 livelli, completabili raccogliendo la moneta d'oro e rigiocabili a piacimento. Inoltre, una volta appresi nuovi stili di combattimento, si può rivisitare i livelli precedenti per accedere a nuove aree da esplorare. 
| Livello                    | Caratteristiche | Nemici                                                      |
| -------------------------- | --- | ----------------------------------------------------------- |
| Tempio dei Panda           | Livello introduttivo con spiegazione dei comandi                                                                            | Nessun nemico                                               |
| Foresta di bambù           | Primo scontro con nemici | Aggressori Pitoni                                           |
| Collina di bambù           | Aumento dei nemici | Aggressori Pitoni ed Energumeni Pitoni                      |
| Rovine della Tigre         | Tempio abitato in passato dal Clan della Tigre. Dopo aver sconfitto il Boss si potrà parlare con Sifu                       | Pitone Annientatore                                         |
| Giungla del Leopardo       | Giungla abitata da numerosi nemici                                                                                          | Guardie Leopardo, Energumeno Annientatore, piante carnivore |
| Fortezza del Leopardo      | Fortezza custodita da numerosi nemici                                                                                       | Guardie Leopardo e Capitani Leopardo                        |
| Casa del Maestro Leopardo  | Combattimento con la principessa Lotus; dopo la sua sconfitta verrà appreso un nuovo stile di combattimento                 | Principessa Lotus                                           |
| Ponti del tempio           | Oltre a una serie di nemici da sconfiggere vi sono enigmi da risolvere per poter continuare l'avventura                     | Guardie Cobra e Arcieri Cobra                               |
| Grotte della Mantide       | Livello che anticipa l'incontro con Maestro Mantide                                                                         | Vipere Stordenti e Statue Guerrieri Mantidi                 |
| Tana della Mantide         | Antica fortezza abbandonata                                                                                                 | Guerrieri Mantide                                           |
| Caverna degli Spiriti      | Il protagonista si scontrerà con il suo stesso fantasma                                                                     | Vipere stordenti e Vipere Furtive                           |
| Incrocio                   | in questo livello T'ai Fu sperimenta le abilità imparate fino a quel momento                                                | Guardie Cobra e Arcieri Cobra                               |
| Alberi Scimmia             | Luogo abitato dal Clan della Scimmia                                                                                        | Guardie Scimmia e Capitani Scimmia                          |
| Casa sospesa della Scimmia | Scontro con il Maestro Scimmia, al seguito del quale verrà imparato un nuovo stile di combattimento                         | Maestro Scimmia                                             |
| Zona Portuale              | Combattimento con il Clan della Gru, comandato da Pirata Ratto. Salvataggio del Maestro Gru                                 | Esploratori Gru e Capitani Gru                              |
| Rifugio dei Pirati         | Scontro con il Boss Pirata Ratto                                                                                            | Pirata Ratto                                                |
| Grande Muraglia            | Luogo controllato dal Clan del Cinghiale                                                                                    | Cinghiale Scagnozzo e Cinghiale Bestiale                    |
| Montagna della Tigre       | Luogo originariamente appartenuto al Clan della Tigre, ora nelle mani del Clan del Cinghiale.                               | Cinghiale Scagnozzo e Cinghiale Bestiale                    |
| Valico di Montagna         | Sulla cima del monte scontro con Re Cinghiale                                                                               | Re Cinghiale                                                |
| Cima della Montagna        | Qui si trova il santuario sepolcrale del padre di T'ai                                                                      | nessuno                                                     |
| Guanto Oscuro              | Percorso ad ostacoli situato su un vulcano attivo. Il superamento di questo percorso permette l'accesso al Palazzo Proibito | Vipere Furtive e Capitano Cobra                             |
| Palazzo Proibito           | Scontro finale con Maestro Drago                                                                                            | Maestro Drago                                               |

## Doppiaggio
| Personaggio      | Voce originale           | Voce italiana     |
| ---------------- | ------------------------ | ----------------- |
| T'ai Fu          | John DiMaggio            | Claudio Moneta    |
| Sifu             | Soon Tek Oh              | Antonio Guidi     |
| Lo Ping          | William Hootkins         | Claudio Beccari   |
| Lotus            | Giselle Loren            | Jasmine Laurenti  |
| Lao Fu           | William Hootkins         | Antonio Guidi     |
| Maestro Dragone  | Steve Susskind           | Claudio Beccari   |
| Maestro Leopardo | Alan Oppenheimer         | Riccardo Lombardo |
| Maestro Scimmia  | John Kassir              | Luca Sandri       |
| Fei Liu          | Iona Morris              | Jasmine Laurenti  |
| Capo Cinghiale   | Kevin Michael Richardson | ?                 |
| Pirata Ratto     | John Kassir              | ?                 |